# 舞中島
舞中島（まいなかしま）は、徳島県美馬市穴吹町三島にある吉野川とその支流である明連川に囲まれた中州。また穴吹町三島の小字。にし阿波お勧めビューポイント100選選定。

## 地理
吉野川中流右岸に位置し、吉野川とその支流である明連川に囲まれた川中島で、吉野川の中州では善入寺島に次ぐ規模である。
地名について「阿波国郡誌」は「南三谷村の字に舞と云う地あり、又舞中島に舞の北という字地あり、即ち舞の中間なるを以て起る」と記しているが、本来は吉野川の中州であるところから中島となったと思われ、現在でも中島と通称している。
舞中島は川中島という地形から、吉野川の洪水被害を受けながらも藍の産地として繁栄した高石垣住宅や高地蔵がいまも多く残っている。

## 施設
- 光泉寺 - 高石垣の上に本堂が建つ。阿波西国三十三観音霊場。
- 大柳神社
- 伊射奈美神社

## 橋梁
| 橋         | 河川   | 道路                  | 備考                                                                 |
| ---------- | ------ | --------------------- | -------------------------------------------------------------------- |
| 脇町潜水橋 | 吉野川 | 徳島県道199号脇三谷線 | 別名は舞中島潜水橋。かつてはこの場所で「舞中島渡し」が行われていた。 |